# Dekanat Yarra
Dekanat Yarra (ang.: Yarra Deanery) – dekanat rzymskokatolicki w Australii. W całości znajduje się w granicach miasta Melbourne. Obejmuje swym zasięgiem jednostki administracyjne Banyule i Manningham. Administracyjnie należy do archidiecezji Melbourne w metropolii o tej samej nazwie. Na dekanat składa się osiem parafii:
| lp. | parafia                     | nazwa oryginalna           | dzielnica       | proboszcz                |
| --- | --------------------------- | -------------------------- | --------------- | ------------------------ |
| 1.  | św. Grzegorza Wielkiego     | St Gregory The Great       | Doncaster       | ks. Mick Sheehy          |
| 2.  | św. Jana Ewangelisty        | St John's                  | Heidelberg      | ks. Ted Teal             |
| 3.  | św. Kewina                  | St Kevin's                 | Templestowe     | ks. Chris Toms           |
| 4.  | św. Klemensa                | St Clement of Rome         | Bulleen         | ks. Greg Raynolds (adm.) |
| 5.  | Matki Bożej Sosnowej        | Our Lady of the Pines      | Donvale         | ks. Greg Reynolds        |
| 6.  | śś. Piotra i Pawła          | Ss Peter & Paul            | Doncaster East  | ks. Bill Gill            |
| 7.  | św. Piusa X                 | St Pius X                  | Heidelberg West | ks. Wayne Edwards        |
| 8.  | Parafia Katolicka w Ivanhoe | Catholic Parish of Ivanhoe | Ivanhoe         | ks. John Cunningham      |